# Pavetta holstii
Pavetta holstii är en måreväxtart som beskrevs av Karl Moritz Schumann och Adolf Engler. Pavetta holstii ingår i släktet Pavetta och familjen måreväxter. IUCN kategoriserar arten globalt som sårbar. Inga underarter finns listade i Catalogue of Life.